# Chitonodytes longispinosus
Chitonodytes longispinosus is een buikharige uit de familie Dasydytidae. Het dier komt uit het geslacht Chitonodytes. Chitonodytes longispinosus werd in 1917 voor het eerst wetenschappelijk beschreven door Greuter. 